# Lee Rozie
Lee „Mixashawn“ Rozie (* 1952) ist ein US-amerikanischer Jazzmusiker (Saxophone, auch Flöten, Perkussion).
Rozies erste Aufnahmen entstanden 1975 in Connecticut mit Donald Alexander Strachan and The Freedom Ensemble. Um 1980 bildete er mit seinem Bruder Rick Rozie und Rashied Ali das Trio Afro Algonquin, mit dem er auch in Deutschland gastierte. In den folgenden Jahren spielte er u. a. mit Saheb Sarbib and His Multinational Big Band und mit Ronald Shannon Jacksons Decoding Society. 1982 gastierte er auf dem Vocal Summit im Rahmen des SWF New Jazz Meeting als Begleiter von Lauren Newton, Urszula Dudziak, Jeanne Lee, Jay Clayton und Bobby McFerrin (Album Sorrow Is Not Forever - Love Is). Im Bereich des Jazz war er zwischen 1975 und 2001 an wenigstens 12 Aufnahmesessions beteiligt. In späteren Jahren arbeitete er u. a. mit Kali Z. Fasteau; 2016 trat er in New York mit William Parkers Extended Breathe Ensemble auf.
Lee Rozie ist Mohegan; sein Name „Mixashawn“ bedeutet „der Bote auf dem Wind“.

## Diskographische Hinweise
- Rozie Trio: Afro Algonquin (Moers Music, 1980)
- Mixashawn and Word Out: Jazz in the Wilde (1995), mit Rick Rozie, Billy Arnold
- Kali Z. Fasteau: Oneness (Flying Note, 2003)
- Kali Z. Fasteau, Kidd Jordan, L. M. Rozie: Intuit (Flying Note, 2016)